# Xanthorhoe reduplicata
Xanthorhoe reduplicata là một loài bướm đêm trong họ Geometridae.